# Barania Góra
Barania Góra je druhá nejvyšší hora Slezských Beskyd v Polsku. Leží v Těšínsko-slezské části pohoří, na hranici těšínského a živieckého okresu. Západní svahy vrchu jsou pramennou oblastí největší polské řeky Visly.

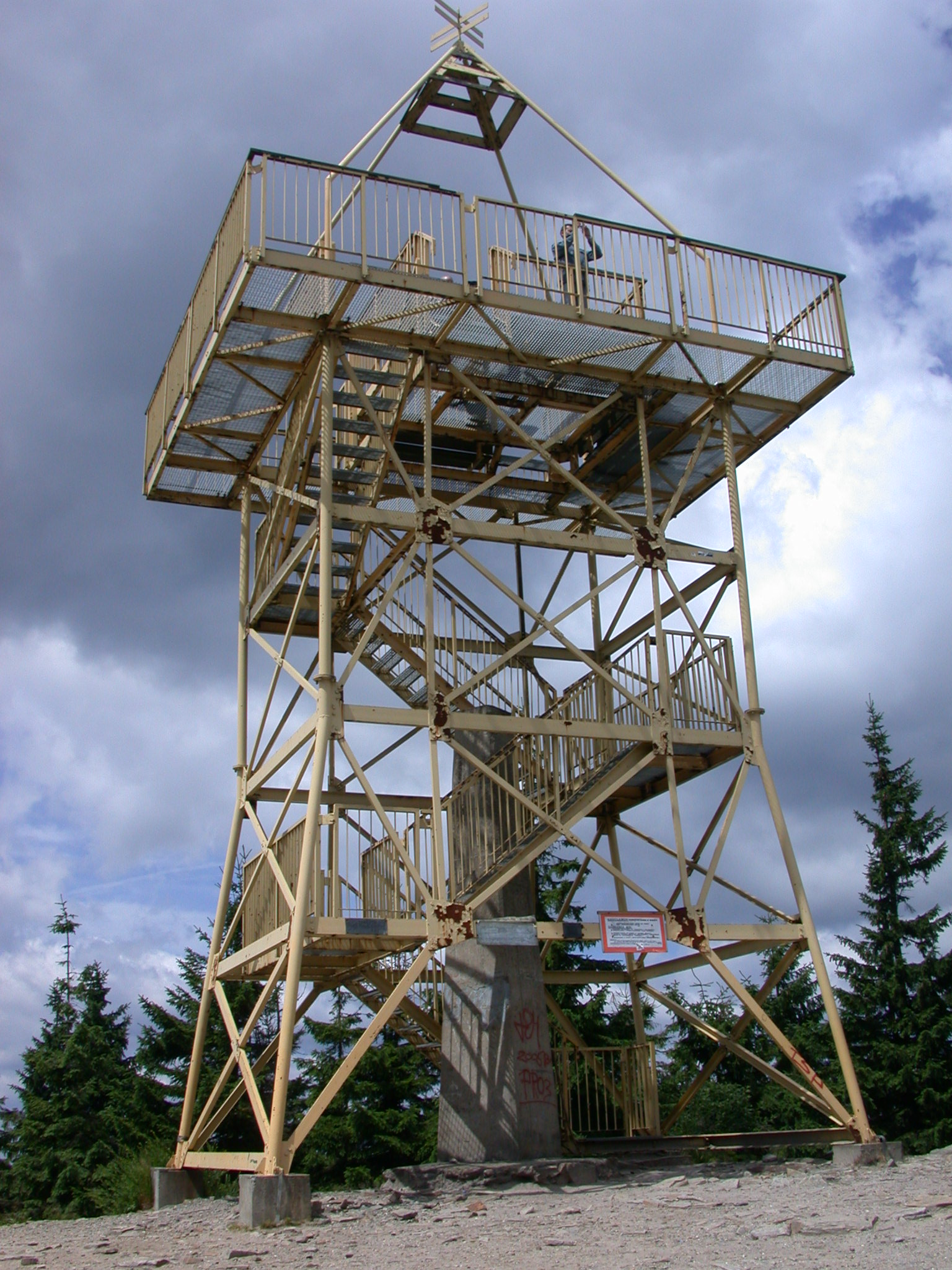
Triangulační věž na vrcholu